# ケヴィン・B・アンダーソン
ケヴィン・B・アンダーソン（Kevin B. Anderson、1948年 - ）は、アメリカの社会学者、経済学者、フェミニズム研究者である。カリフォルニア大学サンタバーバラ校教授。カリフォルニア大学に来る前は、ノーザンイリノイ大学の社会学の教授、パデュー大学の政治学、女性学の教授を務める。ニューヨーク市立大学大学院センターの修士号、博士号、またハートフォードのトリニティ・カレッジの教養学士号をもつ。

## 人物
現在、マルクスとエンゲルスによるすべての著作をおさめる『マルクス゠エンゲルス全集』(Marx-Engels Gesamtausgabe: MEGA)刊行の国際プロジェクトに参加しており、非西洋社会・前資本主義社会・ジェンダーについての巻の編集を担当している。
また、ジャネット・アファリー（en:Janet Afary）と協同で、イスラム主義の台頭や中東に対する西洋知的な見方を論じた『中東についての理論戦争(Theoretical Wars over the Middle East)』の執筆を行っている。
1996年にAmerican Council of Learned Societies Fellowship、2000年にInternational Erich Fromm Prize、を受賞し、2006年にLatifeh Yarshater Award for the Best Book in Iranian Women’s Studiesを受賞。
アメリカ社会学会(American Sociological Association)において、マルクス主義社会学セクションの議長、
社会学理論と社会学史セクションの委員、W. E. B. Du Bois Career of Distinguished Scholarship Awardの選定委員会の委員を務める。

## 理論
研究と講義における関心は社会学・政治学理論にあり、マルクス、ヘーゲル、マルクス主義ヒューマニズム、フランクフルト学派、フーコー、オリエンタリズムの議論を中心とする。また、批判的犯罪学についての論考も執筆している。彼の著作は、弁証法的・ヒューマニズム的観点のもと、マルクス主義、批判理論、ポスト構造主義、ポストコロニアル的伝統、そして、階級・人種・性・セクシュアリティをまたいだ社会理論を主題として扱う。

## 著書

### 単著
- Lenin, Hegel, and Western Marxism: A Critical Study. University of Illinois Press, 1995-07-01, ISBN 978-0-25202-167-1.
- Marx at the Margins: On Nationalism, Ethnicity, and Non-Western Societies. University Of Chicago Press, 2010, ISBN 978-0-22601-983-3.　『〈周縁〉のマルクス』（社会評論社、2014年）

### 共著
- with Eric A. Plaut: Marx on Suicide. Northwestern University Press, 1999, ISBN 978-0-81011-638-2.
- with Richard Quinney: Erich Fromm and Critical Criminology: Beyond the Punitive Society. University of Illinois Press, 1999, ISBN 978-0-25206-830-0.
- with Janet Afary: Foucault and the Iranian Revolution: Gender and the Seductions of Islamism. University Of Chicago Press, 2005, ISBN 978-0-22600-785-4.

### 編著
- Raya Dunayevskaya: The Power of Negativity: Selected Writings on the Dialectic in Hegel and Marx. Lexington Books, 2002, ISBN 978-0-73910-267-1.
- The Rosa Luxemburg Reader. Monthly Review Press, 2004, ISBN 978-1-58367-103-0.
- The Dunayevskaya-Marcuse-Fromm Correspondence, 1954-1978: Dialogues on Hegel, Marx, and Critical Theory. Lexington Books, 2012, ISBN 978-0-73916-836-3.
- Karl Marx. Ashgate Pub Co, 2012, ISBN 978-0-75467-757-4.